# Йоганн Шнайдер-Амманн
Йоганн Ніклаус Шнайдер-Амманн (нім. Johann Niklaus Schneider-Ammann; нар. 18 лютого 1952) — швейцарський політик, який обіймав посаду члена Федеральної ради Швейцарії з 2010 по 2018 рік. Член Вільної демократичної партії, був президентом Швейцарської Конфедерації у 2016 році. Протягом своєї каденції очолював Федеральний департамент економіки.

## Біографія
Йоганн Шнайдер-Амманн народився в Зумісвальді в кантоні Берн і виріс в Аффольтерні. У 1977 році він закінчив Федеральну політехнічну школу в Цюриху за спеціальністю «електротехніка», а в 1983 здобув диплом MBA в інституті INSEAD у Фонтенбло, Франція.
У 1978—1981 роках працював конструктором у технологічній компанії Oerlikon-Bührle. З 1981 до 1984 року був менеджером у групі Ammann Group. У 1984—1989 роках обіймав посаду керівника Ammann Maschinenfabrik AG, а з 1990 року — президента та генерального директора Ammann Group Holding AG. Також став головою Асоціації інженерів і віцепрезидентом Швейцарської федерації бізнесу.
6 грудня 1999 року він отримав мандат депутата Національної ради від Вільної демократичної партії Швейцарії у кантоні Берн і увійшов до парламентської Комісії з економіки та податків. Мандат обіймав до 31 жовтня 2010 року.
22 вересня 2010 року його обрали до складу Федеральної ради Швейцарії обидві палати парламенту. Необхідну більшість голосів він здобув у п'ятому турі голосування, перемігши кандидата від Швейцарської народної партії Жан-Франсуа Ріме з результатом 144 голоси проти 93. У четвертому турі вибула його однопартійка Карін Келлер-Зуттер. Посаду він обійняв 1 листопада 2010 року, змінивши Ганса-Рудольфа Мерца, який оголосив про свою відставку ще в серпні 2010 року. Одночасно він очолив департамент економічних справ.
9 грудня 2015 року був обраний президентом Швейцарії, а 1 січня 2016 року офіційно розпочав виконання обов'язків. Його кандидатуру підтримали 196 із 208 депутатів. У березні 2016 року він став інтернет-мемом після промови про сміх, яку багато хто вважав сумною. 1 червня 2016 року як президент був присутній на офіційному відкритті Готтардського базисного тунелю — найдовшого залізничного тунелю у світі — разом із канцлером Німеччини Ангелою Меркель, президентом Франції Франсуа Олландом та прем'єр-міністром Італії Маттео Ренці серед інших.
31 грудня 2018 року Шнайдер-Амманн залишив Федеральну раду; 1 січня 2019 року його змінила Карін Келлер-Зуттер.

## Особисте життя
У 1978 році Шнайдер одружився з Катаріною Амманн, ветеринаркою, єдиною донькою Ульріха Амманна (1921—2006), президента та основного акціонера Ammann Group, і Катаріни Амманн (уродженої Шелленберг). Подружжя має двох дітей:
- Ганс-Крістіан Шнайдер (нар. 1979)
- Даніела Шнайдер (нар. 1981), у шлюбі Ешліманн[12]

Шнайдер-Амманн проживає в Лангенталі, Швейцарія.